# Gilles Deleuze
Gilles Deleuze, francoski postmoderni filozof, * 18. januar 1925, Pariz, Francija, † 4. november 1995. 
Deleuze je z ustvarjanjem začel v zgodnjih 60. letih 20. stoletja in pisal o filozofiji, literaturi, filmu in likovni umetnosti. V sodelovanju s filozofom in psihoterapevtom Félixom Guattarejem sta nastali njegovi najpomembnejši deli Anti-Ojdip: kapitalizem in shizofrenija (Anti-Oedipe: Capitalisme et schisophrénie, 1972), katere drugi del z naslovom Tisoč platojev: kapitalizem in shizofrenija (Milles plateaux: Capitalisme et schisophrénie) sta izdala šele leta 1980. Tudi sam je napisal veliko vplivnih del, med katerimi velja izpostaviti delo Razlika in ponavljanje (Différence et répétition, 1968). »Filozofija je disciplina, ki ustvarja in izumlja koncepte,« je bila ena od njegovih misli, saj je trdil, da je tudi filozofija kot sama zelo inovativna in ustvarjalna. Veljal pa naj bi tudi za prvega filozofa, ki se je ukvarjal s kinematografijo kot resno umetnostjo in to umetniško zvrst v večini primeri povezoval z lastno filozofijo. S svojimi deli je vplival na številne filozofske discipline in umetnost, med katere spada literarna teorija, poststrukturalizem in postmodernizem.

## Življenje

### Zgodnje življenje in kariera
Rodil se je v Paizu, v družini srednjega stanu, in tam živel večino svojega življenja. V času 2. svetovne vojne se je šolal v gimnaziji Lycée Carnot. Poleg tega je tudi eno leto obiskoval khâgne (literarni in humanistični program, ki se izvaja po maturi) v pariški srednji šoli Lycée Henri IV. Leta 1944 je začel študij filozofije na Sorboni, kjer so tedaj predavali Georges Canguilhem, Jean Hyppolite, Ferdinand Alquié in Maurice de Gandillac. 
Po študiju je osem let učil filozofijo na različnih licejih, ter od leta 1957 zgodovino filozofije na Sorboni. Nato je bil tudi sodelavec v največji državni raziskovalni organizaciji v Franciji Narodnem znanstvenem raziskovalnem središču (Centre national de la recherche scientifique (CNRS)). Med tem časom je izdal izjemno pomembno delo za francosko filozofijo in sicer Nietzsche in filozofija (Nietzsche et la philosophie, 1962). Med letoma 1964 in 1969 je poučeval zgodovino filozofije na Univerzi v Lyonu. Od leta 1969 do upokojitve leta 1987 pa je predaval na pariški univerzi Pariz VIII, eni od novih pariških univerz, ki je nastala s prenovo Sorbone in na kateri so preskusno izvedli prenovo šolstva.

### Zasebno življenje
Leta 1956 se je poročil s francosko prevajalko Denise Paul »Fanny« Grandjouan s katero sta imela dva otroka, Juliena in Emily. 
Ni imel zanimanja, da bi napisal avtobiografijo, saj je menil, da življenje profesorja ni preveč zanimivo. Bil je ateist, prav tako kot večina njegovih kolegov. Do medijev je gojil izrazito nezaupljiv odnos, saj je v času svojega življenja pristal le na en dokumentarni pogovor, ki je trajal kar 8 ur.
Že od mladih let je imel težave z dihali, ki so se stopnjevale in se leta 1968 razvile v tuberkulozo, zaradi katere je bil potreben težak poseg na pljučih. V zadnjih letih njegovega življenja so mu tudi vsakodnevni opravki predstavljali oviro. Njegovo življenje se je končalo 4. novembra 1995 s samomorom, pri katerem je skočil skozi okno iz svojega stanovanja.

## Filozofija
Deleuzova dela se na grobo razdeli v dve kategoriji, pri katerima se v prvo uvršča interpretacije del drugih filozofov, v drugo pa utemeljevanje nekaj še vedno aktualnih, pravzaprav čedalje aktualnejših filozofskih konceptov, kot so ponavljanje, razlika, postajanje, manjšinska književnost, rizom (pojem, ki ga je iz botanike v filozofijo prenesel Deleuze in pomeni splet, ki se mu ne da določiti središčne točke), nomadstvo, želeči stroj, deteritorializacija. Razvil jih je ob nekaterih osebnostih iz zgodovine filozofije, med katerimi so ga najbolj zanimali Spinoza, Leibniz, Kant in Nietzsche, in ob nekaterih predstavnikih svetovne književnosti: Melville, Kafka, Proust, Artaud, Lewis Carroll, Mallarmé, Beckett itn.
Deleuze je eden izmed utemeljiteljev tako imenovane filozofije imanence, filozofske usmeritve, ki se zoperstavlja filozofiji transcendence. Čeprav je umrl že pred iztekom dvajsetega stoletja, je njegova filozofija postala vplivna šele na prelomu stoletja. Njegov opus je postal in ostaja pomemben sestavni del akademskih humanističnih kurikulumov po vsem svetu. 

### Metafizika
Deluzeuzove glavne filozofske projekte, ki jih je pisal pred sodelovanjem z Guattarijem, bi lahko povzelo kot inverzijo tradicionalnega metafizičnega odnosa med identiteto in raznolikostjo/diferenco. Veljalo je, da je razlika ponarejena identiteta »X se razlikuje od Y«, z druge stani pa je Deleuze trdil, da so identitete pod vplivom razlik (identiteta označena kot X je sestavljena iz neskončna regresa raznolikosti med x in x). Deleuze je to ontologijo poenostavil s paradoksno formulo »pluralizem = monizem«. Njegovo delo Razlika in ponavljanje (1968) je najbolj sistematičen poskus, s katerim je želel razdelati podrobnosti metafizike, vendar se v njegovih drugih delih prav tako ponavljajo podobne ideje. V delu Nietzsche in filozofija (1962) je na primer resničnost igra sil, v Anti-Ojdipu »telo brez organov«, v Kaj je filozofija? pa »plan imanence«.

### Epistemologija
Po Deleuzu tradicionalna podoba misli, ki se jo najde pri filozofih kot so Aristotel, Descartes, in Husserl, napačno razumeva mišljenje, kot najmanj problematično zadevo. Resnico naj bi bilo težko najti, vendar naj bi naše razmišljanje bilo zmožno izčrpati dejstva, oblike in ideje v celoto. Potemtakem resnica spreminja človekovo mišljenje in opozarja na nekaj, kar se zdi možno. 

### Vrednote
V klasičnem liberalnem modelu družbe se moralnost začne pri posameznikih, ki posedujejo moralne pravice in dolžnosti postavljene s človekove strani ali s strani Boga. Posameznika in njegove moralne vrednote razumeva kot produkt organizacije in želja ter moči prejšnjih avtoritetnih oseb. Ta prepričanja so tudi razvidna v njegovih delih, kot na primer v obeh delih Kapitalizem in shizofrenija (1972).

### Pomembna dela
- Empirisme et subjectivité, 1953
- Nietzsche et la philosophie, 1962
- La philosophie critique de Kant, 1963
- Proust et les signes, 1964
- Nietzsche,1965
- Différence et répétition, 1968
- Spinoza et le problème de l'expression, 1968
- Logique du sens, 1969
- Spinoza - Philosophie pratique, 1970
- Cinéma I: L'image-mouvement, 1983
- Cinéma II: L'image-temps, 1985
- Foucault, 1986
- Le pli - Leibniz et le baroque, 1988
- Critique et clinique, 1993

### Druga pomembna dela
- z Guattari, Felix: L'anti-Œdipe : Capitalisme et schizophrénie, 1972
- z Guattari, Felix: Milles plateaux: Capitalisme et schisophrénie, 1980

### Dela prevedena v slovenščino
- Nietzsche, 2014 (v izvirniku: Nietzsche par Gilles Deleuze, 1965)
- Logika smisla, 2013  (v izvirniku: Logique du sens, 1969)
- Spinoza: praktična filozofija, 2012 (v izvirniku: Spinoza et le problème de l`expression, 1968)
- Proust in znaki, 2012 ( v izvirniku: Proust et les signes,1970)
- Razlika in ponavljanje, 2011 (v izvirniku: Différence et répétition, 1968)
- Nietzsche in filozofija, 2011 (v izvirniku: Nietzsche et la philosophie,1962)
- Kritika in klinika, 2010 (v izvirniku: Critique et clinique,1993)
- Guba, 2009 (v izvirniku: Le pli, 1988)
- Logika občutja – razprava, 2008 (v izvirniku: Logique de la sensation, 1981)
- Podoba gibanje, 2004 (v izvirniku: L’Image-mouvement. Cinéma 1, 1983)
- Micelij: esej, 2000 z Guattari, Felix  (v izvirniku: Rhizome, 1976)
- Kaj je filozofija?, 1999 z Guattari, Felix  (v izvirniku: Qu'est-ce que la philosophie?, 1991)
- Kafka:(za manjšinsko književnost), 1995 z Guattari, Felix  (v izvirniku: Kafka: Pour une Littérature Mineure, 1975)

### Pomembnejši članki
- Imanenca: neko življenje ---, 2011
- Bartleby ali formula, 2004
- Proust in znaki, 2004
- O razliki med etiko in moralo, 2005
- Literatura in življenje ; Kar pravijo otroci, 1995

### Dela drugih avtorjev o Gillesu Deleuzu (v slovenščini)
- Deleuzovsko stoletje, ki še ni končano : Gilles Deleuze, filozof, ki je spremenil Nietzschejevo razumevanje in vplival na politična gibanja (Krečič Jela; članek 2015)
- Gilles Deleuze in kartografija množice : diplomsko delo( Laznik Eberl Peter; diplomsko delo 2013)
- O vlogi znanosti pri Deleuzu (Vatovec Matej; članek 2012)
- Pogoji utopij (Štempihar Marko; članek 2012)
- Razlika kot temelj metafizike moderne znanosti? : Gilles Deleuze: Razlika in ponavljanje (Bilban Tina; članek 2012)
- Na poti k ojdipskem Deleuzu (Žižek Slavoj; članek 2012)
- Portret nomada : Deleuzova socialna filozofija (Štempihar Marko; knjiga 2013)
- Gilles Deleuze : etika in singularnost (Štempihar Marko; članek 2009)
- Deleuzova socialna filozofija: magistrsko delo (Štempihar Marko; magistrsko delo 2009)
- Portret Delueza kot pesnika (Villani Arnaud; članek 2012)
- Deluezove tri forme mišljenja (Klepec Peter; članek 1998)
- Deleuzovo pojmovanje naključja (Klepec Peter; članek 1998)
- Deleuzov koncept (Klepec Peter; članek 1997)